# Monardella viridis
Monardella viridis là một loài thực vật có hoa trong họ Hoa môi. Loài này được Jeps. mô tả khoa học đầu tiên năm 1901.